# My War
Albums de Black Flag
The First Four Years
(1983) Family Man
(1984)
My War est le deuxième album du groupe de punk hardcore américain Black Flag. Il est sorti en mars 1984 chez le label SST Records.
Le fondateur de Black Flag et compositeur principal Greg Ginn joue de la guitare basse en plus de sa guitare habituelle sous le pseudonyme de Dale Nixon en tant que bassiste.
My War est sorti après une longue période où le groupe ne pouvait pas sortir d'albums en raison d'un différend juridique avec Unicorn Records.
Les six premières chansons de My War sont semblables aux chansons de Damaged mais les trois dernières chansons prouvent que Black Flag s'éloigne du son de leurs débuts. Toutes les chansons de la face B ont en effet un tempo plus lent, durent plus de six minutes et affichent un son plus doom metal proche des sons sinistres de Black Sabbath. My War est généralement cité comme une influence majeure sur de nombreux groupes de sludge metal et de grunge. Deux chansons de l'album sont écrites par Chuck Dukowski (My War et I Love You) mais il quitte le groupe avant sa sortie.

## Titres
Tous les titres sont de Greg Ginn, sauf mentions.

### Face-A
1. My War (Dukowski) – 3:46
2. Can't Decide (Ginn) – 5:22
3. Beat My Head Against the Wall (Ginn) – 2:34
4. I Love You (Dukowski) – 3:27
5. Forever Time (Ginn/Rollins) – 2:30
6. The Swinging Man (Ginn/Rollins) – 3:04

### Face-B
1. Nothing Left Inside (Ginn/Rollins) – 6:44
2. Three Nights (Ginn/Rollins) – 6:03
3. Scream (Ginn) – 6:52

## Personnel
- Henry Rollins - chant
- Greg Ginn - guitare, basse (en tant que Dale Nixon), producteur
- Bill Stevenson - batterie, producteur
- Spot - producteur, ingénieur, mixeur
- Raymond Pettibon - artwork